# Saucisse de Magland
La saucisse de Magland ou saucisson de Magland est une saucisse fumée à cuire ou à consommer sèche originaire de la région de Cluses dans la vallée de l'Arve et notamment de la ville de Magland (département français de Haute-Savoie).

## Préparation
La fabrication traditionnelle, dans les fermes, se fait à partir de toutes les parcelles de viande adhérant encore aux os du porc après sa découpe, le plus tôt possible après l'abattage. La viande maigre est finement coupée au couteau, assaisonnée et embossée dans des boyaux. Les saucisses sont ensuite fumées pendant quelques jours.
La saucisse de Magland est en général longue d'une vingtaine de centimètres pour un poids de 400 g.

## Utilisation
Après fumage, les saucisses fraîches peuvent être consommées cuites à l'eau, en accompagnement de  pommes de terre ou de crozets, ou comme ingrédient d'une potée savoyarde. Elles peuvent aussi être conservées dans une jarre en terre remplie d'huile. La plus grosse partie de la production est séchée pendant quatre à cinq semaines après fumage et consommée comme un saucisson sec,.